# Притулок дикої природи Кедарнатх
Притулок дикої природи Кедарнатх (англ. Kedarnath Wildlife Sanctuary) — природоохоронна територія в округах Чамолі і Рудрапраяґіндійського штату Уттаракханд.
| Індія | Це незавершена стаття з географії Індії. Ви можете допомогти проєкту, виправивши або дописавши її. |